# Bywałyj
Bywałyj (ros. Бывалый) – radziecki niszczyciel projektu 56, zmodyfikowany według projektu 56PŁO. W służbie od 21 grudnia 1955 do 17 lipca 1988 roku, aktywny głównie na Atlantyku (Morze Norweskie i Zatoka Gwinejska) i Morzu Śródziemnym.

## Budowa i opis techniczny

### Budowa i stan pierwotny
„Bywałyj” został zbudowany (pod numerem 1202) w Stoczni im. 661 Kommunarda w Mikołajowie, stępkę położono 6 maja 1953 roku. Okręt został zwodowany 31 marca 1954 roku, zaś do służby wszedł 21 grudnia 1955 roku. 
Niszczyciel charakteryzował się całkowitą długością 126 metrów (117,9 m na linii wodnej), szerokość wynosiła 12,76 metra, zaś zanurzenie maksymalnie 4,2 metra. Wyporność jednostki to: 2667 ton (standardowa), 2949 ton (normalna) i 3249 ton (pełna).
Napęd stanowiły 2 turbiny parowe TW-8 o mocy 72 000 KM oraz 4 kotły parowe wodnorurkowe KW-76. Jednostka rozwijała prędkość maksymalną 38 węzłów. Przy 14 węzłach mogła ona pokonać 3850 mil morskich.
Uzbrojenie artyleryjskie okrętu składało się z 2 podwójnych dział SM-2-1 kalibru 130 mm L/58 i 4 czterolufowych działek przeciwlotniczych SM-20 ZIF kalibru 45 mm L/76. Niszczyciel dysponował 6 miotaczami bomb głębinowych BURUN. Uzbrojenie torpedowe stanowiły 2 pięciorurowe wyrzutnie kalibru 533 mm. Okręt mógł zabierać na pokład również miny morskie.
Załogę okrętu stanowiło 284 ludzi, w tym 19 oficerów.

### Modyfikacje
Okręt zmodernizowano zgodnie z projektem 56PŁO – prace prowadzano od 23 czerwca 1962 do 28 października 1965 roku w stoczni SRZ w Tallinnie.
Zmiany wprowadzono głównie w uzbrojeniu okrętu. Dziobową wyrzutnię torpedową przystosowano do walki z okrętami podwodnymi, rufową wyrzutnię zdemontowano. 
Zamiast miotaczy bomb głębinowych BURUN zamontowano 4 rakietowe miotacze RBU-2500.  
Opisane zmiany zwiększyły wyporność okrętu o ok. 450 ton oraz obniżyły maksymalną prędkość jednostki do około 34 węzłów. Zmniejszyła się również liczba załogantów. 

## Służba
„Bywałyj” pierwsze lata swojej służby spędził na Morzu Czarnym. Od 1959 roku stacjonował w Siewieromorsku. W dniach 5–7 lipca 1961 roku uczestniczył w akcji ratunkowej K-19. Służył także na Atlantyku (Morze Norweskie, Zatoka Gwinejska) i na Morzu Śródziemnym. Niszczyciel odbył wizyty zagraniczne w Jugosławii, Algierii, Gwinei i Maroku. 
Wycofany z marynarki wojennej 17 lipca 1988 roku, sprzedany na złom do Indii i zezłomowany w 1989 lub 1991 roku. 
Okręt nosił kolejno numery burtowe: 77, 547, 870, i 299.